# Сорока, Артём Максимович
Артём Максимович Сорока (13 октября 1902 — 12 февраля 1940) — командир батальона 245-го стрелкового полка 123-й стрелковой дивизии 7-й армии Северо-Западного фронта, капитан. Герой Советского Союза.

## Биография
Родился 13 октября 1902 года в селе Святец, сегодня Мануильское Теофипольского района Хмельницкой области Украины, в крестьянской семье. Украинец. Окончил неполную среднюю школу. Работал в сельском хозяйстве.
В Красной Армии с 1924 года. В 1937 году окончил Ленинградское пехотное училище. Участник советско-финской войны 1939—1940 годов.
Командир батальона 245-го стрелкового полка кандидат в члены ВКП(б) капитан А. М. Сорока в феврале 1940 года при взятии важной высоты умело управлял батальоном, захватил железобетонный дот и разрушил 9 дзотов. Постоянно находился в боевых порядках рот.
12 февраля 1940 отважный комбат был ранен, но не покинул поля боя. Погиб в этом бою. Похоронен в городе-герое Ленинграде на Волковском лютеранском кладбище.
Указом Президиума Верховного Совета СССР от 21 марта 1940 года за образцовое выполнение боевых заданий командования на фронте борьбы с финской белогвардейщиной и проявленные при этом отвагу и геройство капитану Сороке Артёму Максимовичу присвоено звание Героя Советского Союза.
Награждён орденом Ленина.